# Eevi Huttunen
Eevi Huttunen (n. 23 august 1922, Karttula, Kuopio Province⁠(d), Finlanda – d. 3 decembrie 2015, Kuopio, Finlanda) a fost o sportivă ce a reprezentat Finlanda, medaliată olimpică. A participat la o ediție a Jocurilor Olimpice (1960) în care a câștigat o medalie de bronz.

## Participări
Lista de mai jos prezintă principalele competiții la care a participat Eevi Huttunen de-a lungul carierei.
- speed skating at the 1960 Winter Olympics – women's 3,000 metres[*]